# توماس ويات

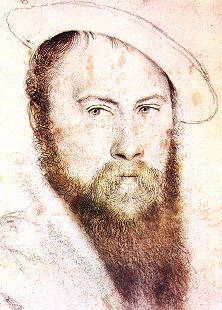

السير توماس ويات "Sir Thomas Wyatt" بالإنجليزية 13 أكتوبر 1503-1542 شاعر بريطاني. والده هنري ويات ، كان أحد مستشارين الملك هنري السابع ، وبقي مستشارا مؤتمن عند قدوم الملك هنري الثامن عام 1509. في عودته كان يتبع توماس ويات والده للبلاط الملكي بعد دراسته في كلية ستي جونس، جامعة كامبريدج، كان ويات شاعراً وسفيراً في خدمة الملك هنري الثامن ، دخل في خدمة الملك 1516 وهو نفس العام الذي بدأ فيه الدراسة في جامعة كامبريدج ، تزوج من إليزابث بروك (1503-1560) عام 1521 وبعدها بعام واحد انجبت له طفلاُ ، وبعد فترة أنفصل عنها بسبب زناها. كانت لديه علاقة مع عشيقته آن بولين ، أسر من قبل قوات الأمبراطور كلمنت السابع ، أستطاع الفرار والعودة ل إنجلترا. دخلت السونيته الشعر الإنجليزي في عصر النهضة بفضله وبفضل هنري هوارد، واللذين اعتمدا أسلوب بترارك وعالجا الموضوعات باستخدام التقنية ذاتها. وتوفي عن عمر يناهز 39 عاما، ولديه ابن بنفس الاسم قاد ثورة على الملكة ماري الأولى.

## روابط خارجية
- توماس ويات على موقع الموسوعة البريطانية (الإنجليزية)
- توماس ويات على موقع ميوزك برينز (الإنجليزية)
- توماس ويات على موقع إن إن دي بي (الإنجليزية)
- توماس ويات على موقع ديسكوغز (الإنجليزية)